# Роза Тайкон
Роза Софія Інгеборг Тайкон (швед. Rosa Sofia Ingeborg Taikon; нар. 30 липня 1926, Тібру, Скараборг, Швеція — пом. 1 липня 2017, Гельсінгланд, Швеція) — шведський срібних справ майстер і громадський діяч, борець за права циган. Лауреат премії Улофа Пальме (2013).

## Біографія
Роза Тайкон народилася в 1926 році в сім'ї шведки Агди Карлссон та цигана Юхана Тайкона. Мати працювала офіціанткою в ресторані, а батько підробляв скрипалем. Батько вперше приїхав до Швеції в 1898 році, коли подорожував із родиною по всій Європі. Після того як Швеція в 1914 році запровадила заборону на в'їзд для ромів, Йохан вирішив залишитися в Швеції. Тоді він був одружений з росіянкою Машею, але разом у них не було дітей. Під час музичного виступу в ресторані Lorensberg в Гетеборзі в 1920-х роках він зустрів офіціантку Агду, яка переїжджає до Йохана та Маші. У них було четверо дітей разом: Пол, Роза, Катаріна та Пауліна. Діти бачили в Маші свою бабусю. Її молодша сестра Катаріна згодом стала письменницею.
Коли Розі не було ще 7 років, від туберкульозу в 1932 році, незабаром після народження маленької сестри Катерини, померла мати Агда. Після цього батько спробував улаштувати своїх дітей до школи, але це вдалося лише через кілька місяців, бо в школі не хотіли приймати дітей циган. Через кілька років після смерті Агди, її батько одружився втретє, на шведці на ім'я Сів, яка була жорстокою мачухою. Вона била своїх падчерок і вимагала від чоловіка відправити першу дружину до іншого табору. Сім'я була змушена пересуватися в пошуках роботи та внаслідок дискримінації. Роза часто заявляла, що сім'ю змусили переїжджати кожні три тижні через законодавство про проміскуїт. Однак історик Ян Селлінг зазначив, що жодного такого правила не існувало, бо т. зв «тритижневе правило», ймовірно, виникло внаслідок місцевої практики правозастосування. Утім, сім'я була змушена постійно переїжджати.
Оскільки дуже мало шкіл хотіли прийняти ромських дітей, Йохан навчив їх професійно працювати ювеліром. Роза працювала з 10-річного віку, щоб допомогти родині: почала ударником в оркестрі свого батька. Роза Тайкон навчалася у Біркагарденській народній школі в 1957—1959 рр. та в Університеті мистецтв 1961—1966 рр. До Університету мистецтв (Konstfack) вона спочатку два роки відвідувала Школу художньої творчості, а потім три роки навчалася у Вищій школі мистецтва та дизайну. Навесні 1967 року закінчила школу, у 41-річному віці. Незважаючи на те, що ювелірне мистецтво традиційно передавалося в сім'ї по чоловічій лінії, Роза вирішила стати срібних справ майстром після того, як убили її брата Пауля.
З тих пір вона модернізувала та переосмислила традиційне срібне кузнецтво ромів. Деякі її роботи можна знайти у колекціях Національного музею Швеції та музею Röhsska. Її виставка проходила в Музеї циганської культури у Чехії.

## Громадська діяльність
Роза Тайкон була відома як борець за права циган і популяризатор циганської культури. Коли Тайкону було 35, її старшого брата Пола було вбито, що надихнуло її на захист ромських прав. Разом зі своєю сестрою Катаріною, яка написала книгу «Циганка» в 1963 році, вона почала проводити політичну пропаганду для зменшення дискримінації ромів. Вона виступала на шведському радіо в 1984 році. Того ж року вона взяла участь у програмі «Ось ваше життя з Лассе Холмквістом» .

## Родина
Роза Тайкон була одружена в 1948—1952 рр. з моряком Алланом Відегреном (1927—1971), а в 1967—1987 рр. — срібником Берндом Янушем (нар. 1943). Також вона була тіткою художника Джима Джидхеда, Анжеліки Стром та дзюдоїстки Нікі Лангхаммер. Іншими родичами, які також борються за права ромів, є Ганс Кальдарас та Моніка Кальдарас.
Тайкон довгий час жила в Іттерхогдалі ландскапу Гер'єдален. Вона померла у 2017 році, у 90-річному віці і похована на цвинтарі Скугсчюркогордені у Стокгольмі. Її майстерня передана в колекцію музею Хельсінглендс і буде виставлена там разом з великою кількістю її ювелірних виробів.

## Фільмографія
- 1953 — Маріанна
- 1950 — Моторний кавалер
- 1950 — Поцілунок хреста
- 1949 — Ковалі в ефірі

## Нагороди
- Ілліс кворум (2010)[11];
- Премія Улофа Пальме (2013)[16]
- Почесний доктор Університету Седертерна (2014)